# Campeonato Mundial de Halterofilismo de 1966
O 41º Campeonato Mundial de Halterofilismo foi realizado na Berlim Oriental, na Alemanha Oriental entre 15 a 21 de outubro de 1966. Participaram 117 halterofilistas de 28 nacionalidades. Essa edição foi realizada em conjunto com o Campeonato Europeu de Halterofilismo de 1966.

## Medalhistas
| Evento                     | Ouro                                 | Ouro     | Prata                          | Prata    | Bronze                                 | Bronze   |
| -------------------------- | ------------------------------------ | -------- | ------------------------------ | -------- | -------------------------------------- | -------- |
| Galo (56 kg)               | Aleksey Vakhonin · União Soviética   | 362,5 kg | Imre Földi · Hungria           | 360,0 kg | Mohammad Nassiri Irão                  | 350,0 kg |
| Pena (60 kg)               | Yoshinobu Miyake · Japão             | 387,5 kg | Mieczysław Nowak · Polónia     | 382,5 kg | Yoshiyuki Miyake · Japão               | 370,0 kg |
| Leve (67,5 kg)             | Yevgeny Katsura · União Soviética    | 437,5 kg | Marian Zieliński · Polónia     | 410,0 kg | Parviz Jalayer Irão                    | 405,0 kg |
| Médio (75 kg)              | Viktor Kurentsov · União Soviética   | 450,0 kg | Waldemar Baszanowski · Polónia | 447,5 kg | Werner Dittrich · Alemanha Oriental    | 442,5 kg |
| Meio-pesado-leve (82,5 kg) | Vladimir Belyaev · União Soviética   | 485,0 kg | Győző Veres · Hungria          | 485,0 kg | Hans Zdražila · Tchecoslováquia        | 465,0 kg |
| Meio-pesado (90 kg)        | Géza Tóth · Hungria                  | 487,5 kg | Ireneusz Paliński · Polónia    | 477,5 kg | Marek Gołąb · Polónia                  | 475,0 kg |
| Pesado (+ 90 kg)           | Leonid Zhabotinsky · União Soviética | 567,5 kg | Bob Bednarski · Estados Unidos | 537,5 kg | Stanislav Batishchev · União Soviética | 530,0 kg |

## Quadro de medalhas
| Ordem | País              | Medalha de ouro | Medalha de prata | Medalha de bronze | Total |
| ----- | ----------------- | --------------- | ---------------- | ----------------- | ----- |
| 1     | União Soviética   | 5               | 0                | 1                 | 6     |
| 2     | Hungria           | 1               | 2                | 0                 | 3     |
| 3     | Japão             | 1               | 0                | 1                 | 1     |
| 4     | Polónia           | 0               | 4                | 1                 | 5     |
| 5     | Estados Unidos    | 0               | 1                | 0                 | 1     |
| 6     | Irão              | 0               | 0                | 2                 | 2     |
| 7     | Tchecoslováquia   | 0               | 0                | 1                 | 1     |
| 7     | Alemanha Oriental | 0               | 0                | 1                 | 1     |
| Total | Total             | 7               | 7                | 7                 | 21    |